# Guilherme II de Atenas
Guilherme II de Aragão (1312 – 22 de Agosto de 1338) foi Duque de Atenas. Esteve à frente dos destinos do ducado de 1317 até 1338. Teve como substituto Afonso Frederico da Sicília. Era filho do rei Frederico II da Sicília e Leonor de Anjou.